# هيكتور موراليس (لاعب كرة قدم)
هيكتور موراليس (بالإسبانية: Héctor Miguel Morales)‏ (3 مايو 1985 بمونتيري في المكسيك - ) هو لاعب كرة قدم مكسيكي في مركز الدفاع. لعب مع أتلانتي إف سي ونادي مونتيري وGuerreros de Hermosillo F.C. ‏ ونادي خواريز وكوبراز إنديوز دي سيوداد خواريز ‏.

## وصلات خارجية
- هيكتور موراليس على موقع الاتحاد الدولي (مؤرشف)  (الإنجليزية)
- هيكتور موراليس على موقع قاعدة بيانات كرة القدم.إي يو (الإنجليزية)
- هيكتور موراليس على موقع Soccerway.com (الإنجليزية)